# TT232
TT232 ist ein Thebanisches Grab (Theban Tomb) in der altägyptischen Nekropole von Dra Abu el-Naga. Es handelt sich um ein sogenanntes Saff-Grab und eines der größten Anlagen dieses Grabtyps überhaupt. Die Grabanlage datiert an den Beginn der 18. Dynastie (Neues Reich, ca. 1550 v. Chr.).
Die Fassade des Grabes wird von zehn Pfeilern sowie zwei Pilastern geschmückt. Der dahinterliegende Pfeilerraum ist gut 34 m lang. In der Mitte gibt es einen Korridor, der 36 m lang ist und in eine Kultkammer mit Statuennische führt. Hier befindet sich auch ein ca. 10 m tiefer Grabschacht, an dessen Ende sich mindestens eine Grabkammer befindet. Die ganze Grabanlage ist bisher noch nicht systematisch untersucht worden. In der Umgebung des Grabes konnten Grabkegel gefunden werden, die dem Hohepriester des Amun, Minmonth, genannt Senires, gehören. Minmonth war demnach wahrscheinlich der Besitzer dieses Grabes. Er ist von einer Reihe von Objekten seiner Grabausstattung bekannt, die 1863 in Dra Abu el-Naga gefunden wurden. Der genaue Fundort der Objekte ist nicht überliefert, doch scheint die Grabkammer dieser Anlage am wahrscheinlichsten. Ein Gefäß trägt den Namen des Königs Ahmose I., unter dem Minmonth also amtierte. Von der einstigen Dekoration der Anlage ist nur noch wenig erhalten. Das Grab wurde in der 20. Dynastie von einem gewissen Tjerwes wieder benutzt.